# Relaciones Finlandia-Uruguay
Las relaciones Finlandia–Uruguay se refiere a las relaciones diplomáticas entre la República de Finlandia  y la República Oriental del Uruguay. Ambas naciones son miembros de las Naciones Unidas.

## Historia
En 1918, Finlandia obtuvo su independencia de Rusia después de la guerra civil finlandesa. En agosto de 1919, Uruguay reconoció la independencia de Finlandia y en marzo de 1935 ambas naciones establecieron relaciones diplomáticas. Al igual que a Argentina o Brasil,son pocos los  finlandeses que emigraron a Uruguay (comparados con otras olas migratorias), se calcula que son alrededor de 400 las personas nacidas en Finlandia, que viven en Uruguay . Durante la Segunda Guerra Mundial, Finlandia fue invadida por la Unión Soviética lo cual comenzó la Guerra de Invierno. Uruguay apoyó diplomáticamente a Finlandia durante la guerra y como gesto, Uruguay donó 100,000 Peso uruguayos y 10,563 latas de 350 gramos de carne en conserva al pueblo finlandés. Desde el final de la guerra, las relaciones entre Finlandia y Uruguay se han mantenido cercanas.
En 2007, UPM-Kymmene, una empresa finlandesa de celulosa, abrió una fábrica en Fray Bentos, Uruguay, al otro lado del río desde Argentina. Durante la construcción del molino, Argentina presentó una queja contra la compañía y al gobierno uruguayo que indicaba la posible contaminación del río por el molino. El Río Uruguay es compartido por los dos países y está protegido por un tratado que requiere que ambas partes informen a la otra de cualquier proyecto que pueda afectar al río. Además del tema de la contaminación, Argentina afirmó que el gobierno uruguayo no había pedido permiso para construir la fábrica. Este incidente diplomático se conoció como el Conflicto entre Argentina y Uruguay por plantas de celulosa. La disputa fue llevada ante la Corte Internacional de Justicia que declaró que Uruguay no había cumplido con sus obligaciones procesales de informar a la Argentina de sus planes pero que no había violado sus obligaciones ambientales en virtud del tratado y, por lo tanto, la fábrica finlandesa podía continuar sus operaciones.
En 2013, Uruguay abrió una embajada en Helsinki. En septiembre de 2014, el presidente José Mujica hizo una visita a Finlandia, la primera de un jefe de Estado uruguayo. En 2016, el presidente finlandés Sauli Niinistö realizó una visita al Uruguay. En febrero de 2017, el presidente uruguayo Tabaré Vázquez realizó una visita de Estado a Finlandia. En 2019, la empresa finlandesa UPM-Kymmene anunció que construirá una segunda planta de celulosa en Uruguay.

## Visitas de alto nivel
Visitas de alto nivel de Finlandia al Uruguay
- Presidente Sauli Niinistö (2016)
- Ministro de Asuntos Exteriores Timo Soini (2018)

Visitas de alto nivel del Uruguay a Finlandia
- Presidente José Mujica (2014)
- Presidente Tabaré Vázquez (2017)
- Ministro de Relaciones Exteriores Rodolfo Nin Novoa (2017)

## Acuerdos bilaterales
Ambas naciones han firmado algunos acuerdos, como un Acuerdo sobre la Promoción y Protección de Inversiones (2004); Acuerdo para evitar la doble imposición y evitar la evasión fiscal de los impuestos sobre la renta y el patrimonio (2011); Acuerdo de Cooperación Aduanera (2017) y un Memorando de Entendimiento de Cooperación en Educación (2017).

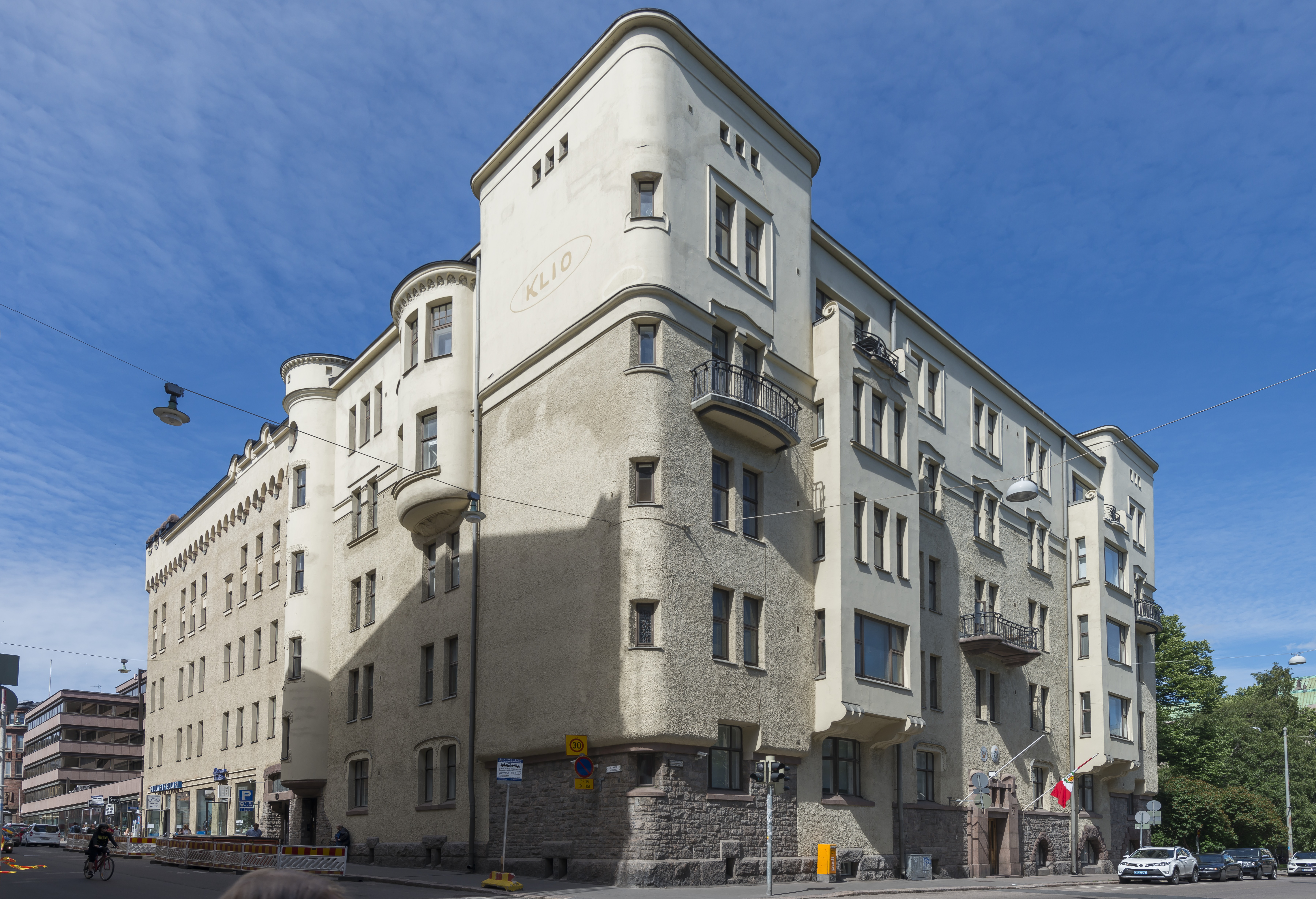
Edificio alojando a la Embajada del Uruguay en Helsinki

## Misiones diplomáticas residentes
- Finlandia está acreditado al Uruguay a través de su embajada en Buenos Aires, Argentina y mantiene un consulado honorario en Montevideo.[9]
- Uruguay tiene una embajada en Helsinki.[10]